# هرمان شیلد
هرمان شیلد (انگلیسی: Hermann Schild; ۱۶ فوریهٔ ۱۹۱۳ – ۹ آوریل ۲۰۰۶) دوچرخه‌سوار اهل آلمان بود.